# Пако Рабан

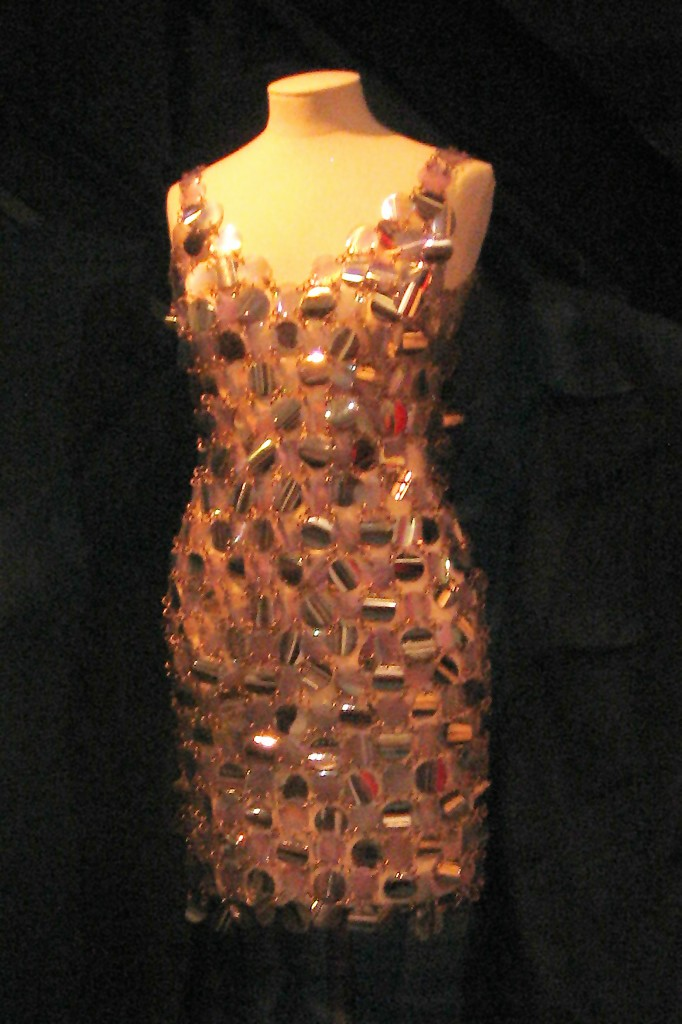
Платье из пластиковых дисков, скреплённых колечками из проволоки, 1967 год

Па́ко Раба́н (фр. Paco Rabanne), при рождении Франси́ско Рабане́да-и-Куэ́рво (исп. Francisco Rabaneda y Cuervo; 18 февраля 1934[…], Пасахес, Гипускоа, Испания — 3 февраля 2023[…], Портсаль, Финистер, Франция) — французский модельер баскского происхождения, основатель собственного дома высокой моды Paco Rabanne, революционер в мире моды 1960-х годов. Написал пять книг о своём творчестве; будучи буддистом, он также был известен своими убеждениями по поводу реинкарнаций.

## Биография

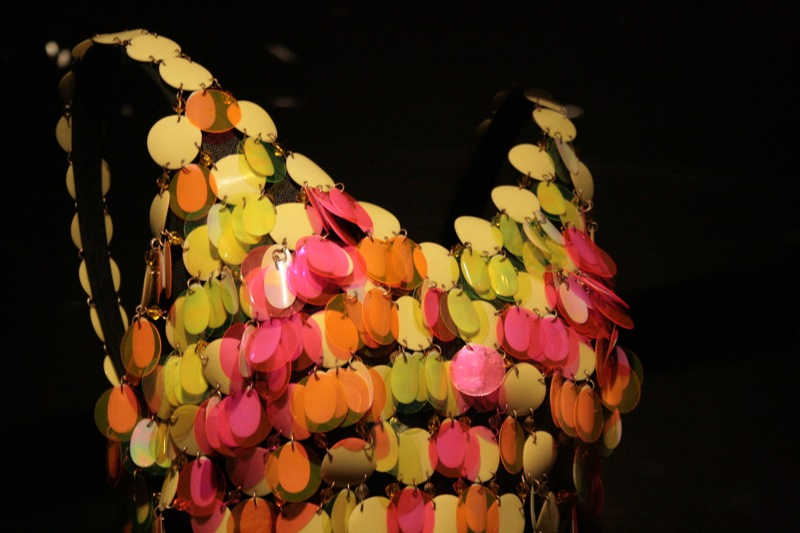
Купальный костюм из металлических и пластиковых дисков, 1967 год (деталь)

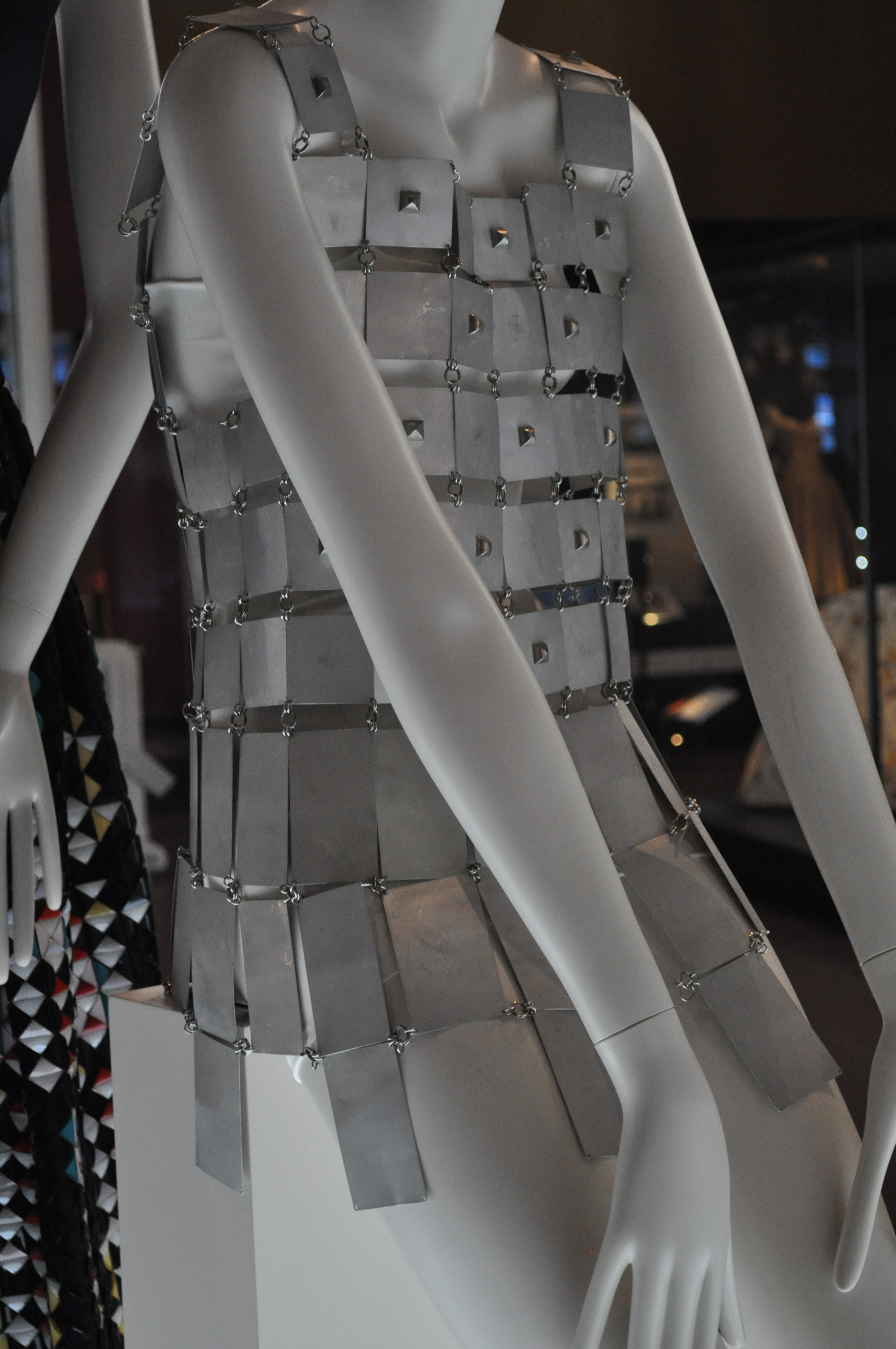
Платье-туника из металлических пластин, 1967 год (коллекция Национального музея Шотландии)

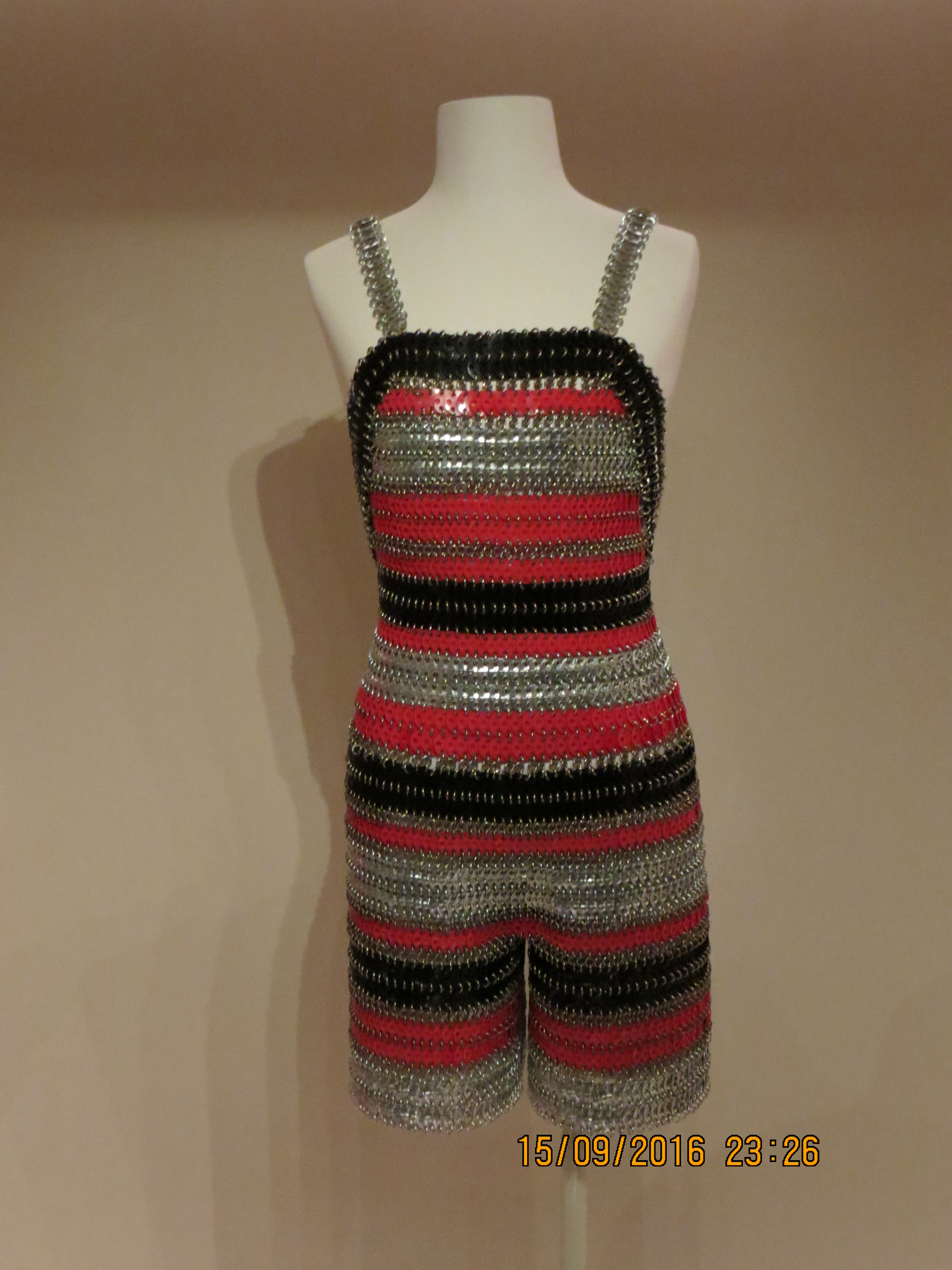
Комбинезон, выполненный в виде кольчуги из алюминия и пластика красного и чёрного цветов, коллекция «весна/лето-1974»

Франсиско Рабанеда, будущий Пако Рабан, родился 18 февраля 1934 года в Пасахесе. Во время Гражданской войны в Испании отец семьи сражался на стороне республиканцев и был убит в 1939 году. Тогда мать забрала детей и, чтобы избежать преследования со стороны сторонников Франко, бежала во Францию (через Пиренеи им пришлось переходить пешком). В Испании его мать работала в доме моды Кристобаля Баленсиаги. Она была убеждённой коммунисткой, вместе с ней Пако в 1950 году побывал в Москве.

### Мода
Пако учился в Париже, в Школе изящных искусств, где изучал архитектуру. После завершения учёбы он не стал работать по профессии, хотя позже использовал познания в этой области при моделировании одежды. Ещё будучи студентом он начал заниматься изготовлением пуговиц, бижутерии и аксессуаров, используя новые материалы (например, родоид — высококачественную пластмассу на основе ацетилцеллюлозы), которые позволяли воплотить в жизнь его фантазии. Весной 1965 года он запустил собственную линию аксессуаров: виниловые козырьки, браслеты и многослойные серьги были выполнены из тонких листов пластика в виде чётких геометрических форм. Лёгкие, яркие и недорогие, его изделия привлекли внимание молодых покупателей и вскоре появились на обложках модных журналов. В 1965 году было продано около двадцати тысяч изделий от Рабана. Он стал создавать украшения по заказу таких модных домов, как Balenciaga, Givenchy, Schiaparelli и Christian Dior, также делал эскизы для обувного бренда Charles Jourdan.
В 1966 году Пако Рабан представил в Париже свою первую коллекцию одежды под названием «Манифест: 12 непригодных для носки платьев из современных материалов». Рабан одним из первых начал использовать в своих дефиле темнокожих манекенщиц, также он стал первым, кто начал использовать в своих дефиле музыкальное сопровождение вместо традиционного зачитывания номеров нарядов и их описания — наряды из пластика, металла и бумаги демонстрировали под музыку босоногие девушки, среди которых были темнокожие модели. За Парижем последовал показ в Нью-Йорке, в бутике Lord & Taylor’s Fantasia. Дебютная коллекция была замечена прессой: так, журнал Vogue назвал её «сенсационной». В то же время модные критики шутили, что девушка, надевшая такое платье, кроме помады и расчёски должна иметь в своей сумочке плоскогубцы. Платье из этой коллекции носила героиня Одри Хепбёрн в фильме 1967 года «Двое на дороге». Также наряды появились в фильмах Казино «Рояль», «Искатели приключений», «Барбарелла».
Рабан продолжал экспериментировать во всех своих коллекциях. В его творчестве футуризм сочетался с ориентализмом и аллюзиями на Средневековье. В своих коллекциях он использовал геометрические прогрессии, экспериментировал с комбинированием всевозможных материалов, от пластика и бумаги (одежду из которой он считал одеждой будущего) до алюминия, оптического волокна и плексигласа. Среди его ранних проектов были наряды, выполненные из сетки, сплетённой из кожи с добавлением перьев. Вместо ткани Рабан стал использовать ряды пластиковых и металлических пластин, скреплённых вместе с помощью колечек из проволоки — облегающие платья в виде плетёной кольчуги стали его отличительной чертой. За его любовь к лёгкому алюминию Коко Шанель назвала модельера «металлургом моды».
Отказавшись от традиционной кропотливой вышивки, Рабан решил заменить шитьё клёпкой: он стал прикреплять к ткани бусины и пайетки с помощью крошечных гвоздиков, оканчивающихся петелькой. С помощью этой техники можно легко декорировать готовое изделие за относительно короткое время, поэтому вскоре к вышивальной мастерской Пако Рабана, состоящей из его матери, братьев и сестёр, стали обращаться с заказами другие дизайнеры, включая такие модные дома, как «Нина Риччи» и «Филипп Вене».
Рабан разрабатывал эскизы костюмов для фильма «Барбарелла» (1968), модельер говорил, что на этот образ «амазонки будущего» его вдохновило феминистическое движение. В 2004 году, согласно опросу журнала «Film Review» — Барбарелла была признана самой сексуальной героиней в области кинофантастики.
Пако Рабан работал в высокой моде 33 года — последний показ его коллекции «от кутюр» состоялся 17 июля 1999 года. Вплоть до 2009 года он продолжал создавать коллекции прет-а-порте.

### Парфюмерия
В 1969 году Пако Рабан создал свои первые духи Calandre — с выпуска этого аромата началось его долгосрочное сотрудничество с концерном Puig. В 1973 году он создал мужской аромат со смешанным запахом цветов и дерева Paco Rabanne pour Homme, что стало прорывом в мире парфюмерии.
Рабан одним из первых дизайнеров понял возможности интернета для маркетинга и торговли: так, ещё в середине 1990-х годов его новый аромат появился сначала в он-лайн продаже и лишь затем в магазинах.
Участвовал в международной акции по сбору средств для Фонда борьбы со СПИДом: часть дохода с каждого проданного флакона парфюма BlackXS for her перечислялась в фонд Sidaction, финансирующий программы по борьбе с заболеванием. В 2007 году в рамках этой акции посетил Россию.
В настоящее время бренд Paco Rabanne принадлежит испанскому модному концерну Puig, где модельер работал в сотрудничестве с Розмари Родригес, которая создаёт коллекции одежды для этой торговой марки.

### Смерть
Пако Рабан скончался 3 февраля 2023 года у себя дома, в коммуне Плудальмезо на северо-западе Франции, в возрасте 88 лет.